# Буринський елеватор

Буринський елеватор є дочірнім підприємством ДАК «Хліб України».

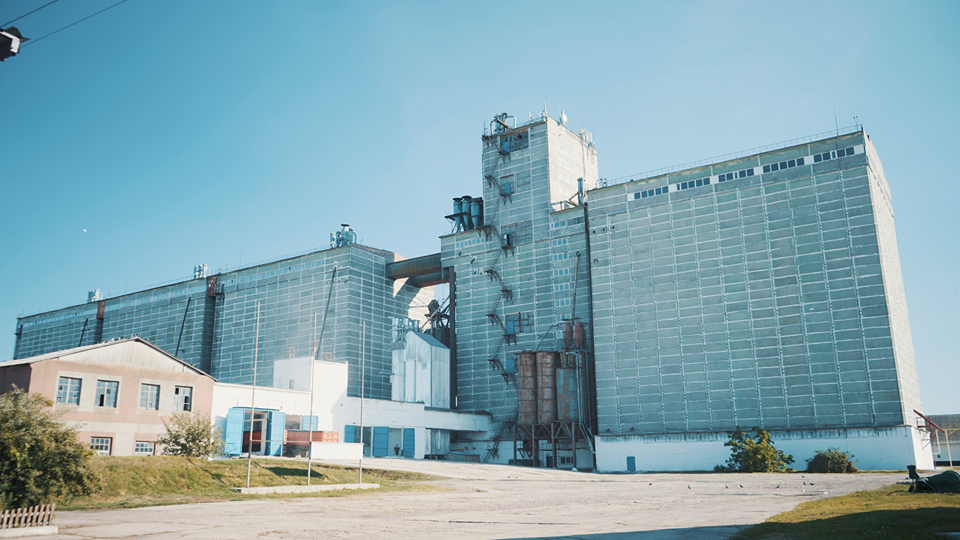
Буринський Елеватор

== Історія Буринського елеватора ==
До будівництва залізниці, зібране у селян збіжжя, зазвичай, на підводах відправляли з Бурині та навколишніх сіл до Ворожби й Конотопа, далі воно йшло на задоволення державних потреб та на експорт.
Зародження хлібоприймальної справи на Сумщині тісно переплітається з будівництвом залізниці, яке розпочалося у 1861 (за іншими даними — у 1864 році), в епоху бурхливого розвитку промислового виробництва та його інтенсивної капіталізації й завершилось у грудні 1898 року відкриттям залізничної магістралі «Ворожба — Конотоп — Бровари» Південно-західної залізниці, що проходить нині через Буринь — одне із найдавніших поселень краю.
Тоді ж разом з відкриттям постійного руху поїздів через залізничну станцію «Путивль» поруч з нею розпочалося будівництво спеціальних приміщень для приймання зерна — пакгаузів.
Відтоді зерно почали приймати у державні зерносховища, а далі залізницею відправляли у різні регіони держави.
Існує цікавий переказ і щодо того, чому станція «Путивль» ідентична з назвою міста Путивль, розташованого за 22 км від Бурині. А сталося так, що під час будівництва залізниці, дезінформувавши царську величність щодо істинної назви станції у Бурині, чиновники від залізничної справи мусили дати їй назву «Путивль», оскільки той забажав на власні очі побачити цей об'єкт, а в Путивлі, як з'ясувалося залізниці не було.
Нині зі спогадів літніх людей відомо, що наприкінці XIX та на початку XX століття у Бурині діяло декілька десятків вітряків, що свідчило про доволі високий рівень наявного зернового виробництва
Продовольча політика нової влади (початок XX ст.) за якийсь десяток років завершилася тотальним розкуркуленням та колективізацією, які у підсумку призвели до масового винищення і людей, і худоби, і збіжжя.
Наразі розгорнута мережа заготівельних хлібоприймальних пунктів стала надійною ланкою у системі заходів з централізованих хлібозаготівель (тоді ці підприємства називались хлібоприймальними пунктами «Заготзерно»). З часом їх назва змінювалася, але завдання довгий час залишалися незмінними.
У 1941 році колгоспники Буринської округи успішно зібрали й здали державі великий урожай зерна та овочів, цукрових буряків та бобових культур.
У 1941—1943 роках на хлібоприймальному пункті «господарювали» німецькі завойовники. У спадок визволителям вони залишили одні руїни: всі склади були спалені. Інші приміщення також зруйновані. На подвір'ї залишився лише єдиний невеличкий дерев'яний будиночок. — Його й пристосували під контору зернопункту.
У цей час зернопункт очолював Іван Трохимович Ющенко, який у найтяжчий повоєнний час підняв підприємство з руїни.
У 1946 році в місті були повністю відроджені ключові підприємства, серед яких рахувався й пункт «Заготзерно» з повною назвою «Буринський хлібоприймальний пункт Заготзерно». Ця назва зберігалася аж до початку будівництва елеватора.
У період жнив працівники хлібоприймального пункту відряджалися у села, де вони на місцях приймали від колгоспів зерно і зберігали його. Пізніше машинами збіжжя перевозили до зернопункту. Завдання з перевезення зерна на державні зерносховища, крім колгоспів, покладалось на місцеві МТС. Але їхні технічні потужності були обмеженими й вони не могли повністю забезпечити виконання цього завданням. Тому частіше на період збирання врожаю до цієї роботи залучалися військові частини.
На початку 70-х років минулого століття на базі Буринського пункту «Заготзерно» розпочалося будівництво елеватора, потреба в якому з кожним роком зростала. З початком цієї забудови (1974 р.) хлібоприймальний пункт «Заготзерно» змінив свою назву на «Буринський елеватор», який через два роки вже почав приймати збіжжя.
Протягом наступних двох років були завершені добудови та упорядкувальні роботи (з'явилася нова прохідна, двоповерховий адміністративно-побутовий корпус, у якому розмістилися всі служби елеватора з їдальнею на 80 місць, гардеробною та кімнатою для відпочинку, душовими тощо).
На кожній виробничій дільниці також було споруджено й обладнано побутові приміщення з кімнатами відпочинку, душовими. Здана в експлуатацію нова автозаправочна станція для заправки автомобілів та тракторів мастилами й пальним.

## Сучасні дні
Від початку утворення системи підприємств ДАК «Хліб України» Буринський елеватор очолив Володимир Іванович Марченко, який у надзвичайно складних умовах переходу до ринкових засад господарювання не лише зберіг матеріально-технічну базу підприємства, а й разом з працівниками колективу переважно власними силами відремонтували елеватор, відновили дренажну систему тощо. Розгорнуло роботу підсобне господарство (свиноферма, птахоферма), було створено власний автотранспортний парк, а також запрацювали цехи з виробництва макаронів та круп, а також випікання хліба.
Буринський елеватор може вмістити 105 тис. тонн збіжжя. Це — багатогалузеве елеваторне господарство приймає зерно з Буринського, Путивльського районів, а також з окремих господарств Конотопського, Білопільського, Глухівського та Недригайлівського районів. Активно користуються послугами елеватора (приймання, зберігання, сушіння, відвантаження зерна) й фермерські господарства.
До того ж підприємство, окрім силосних корпусів, має ще й склади підлогового зберігання, що дає можливість працювати практично з будь-яким видом зернових та олійних культур (ріпак, соняшник). Неабияка увага приділяється пивоварному ячменю — доволі ніжній культурі, що потребує особливої технології зберігання.
ДП ДАК «Хліб України» «Буринський елеватор» має власного комбайна «Домінатор-108». Кошти від його експлуатації на орендних засадах поповнюють доходи елеватора, значна частина від яких спрямовується керівництвом підприємства на розв'язання соціальних питань.